# First Bank of Nigeria
First Bank of Nigeria, aussi appelée FirstBank, est une banque du Nigeria, basée à Lagos.

## Histoire
Elle est fondée en 1894 sous le nom de Bank of British West Africa (BBWA). En 1896, la banque rachète l'African Banking Corporation, et l'Anglo-African Bank en 1912.
En 1957, la banque change de nom et devient Bank of West Africa (BWA). L'indépendance du Nigéria en 1960 permet à la banque d'étendre ses activités sur la banque de détail. La banque dispose alors de 114 agences à-travers le pays.
En 1966, la banque change de nom et devient Standard Bank of West Africa à la suite de sa fusion avec la Standard Bank. En 1971, la banque est listée sur le Nigerian Stock Exchange (NSE), ouvrant une partie de son capital au public.
La banque prend son nom actuel de First Bank of Nigeria en 1979.
En 1982, une agence est ouverte à Londres. En 1991, la banque établit ses premiers guichets automatiques.
En 2002, la First Bank of Nigeria établit la FBN Bank au Royaume-Uni et devient la première banque nigériane à posséder entièrement une banque active et régulée sur les marchés britanniques.
En octobre 2011, la Banque International de Crédit (BIC), propriété des Israéliens Beny Steinmetz et Dan Gertler depuis 2008, est cédée à la First Bank of Nigeria.
En septembre 2014, First Bank of Nigeria acquiert 5 filiales d'International Continental Bank, une banque malaisienne, situées au Ghana, au Sierra Leone, au Sénégal, en Guinée et en Gambie pour un montant estimé à 150 millions de dollars,. Dès 2015, la direction du groupe place des directeurs nigérians à la tête des filiales internationales pour en reprendre le contrôle.
En avril 2016, FirstBank annonce des résultats catastrophiques sur l'exercice de l'année 2015, une chute de 82 % des bénéfices par rapport à l'année précédente, un mauvais résultat qui s'explique par le chute du prix du pétrole et la déroute financière du pays. La banque décide alors de réduire ses effectifs en licenciant 1000 employés.

## Présence internationale
- FBN Bank (DRC), anciennement Banque International de Crédit (BIC) – Kinshasa, République démocratique du Congo – 99% des parts[12],[6]
- FBN Bank (Chine) – Pékin, Chine – agence de représentation
- FBN Bank (Ghana) – Accra, Ghana – 100 % des parts[13]
- FBN Bank (Guinée) – Conakry, Guinée – 100 % des parts[14]
- First Pension Custodian Limited
- FBN Mortgages Limited
- FBN Bank (Sénégal) – Dakar – 100 % des parts[13]
- FBN Bank (Sierra Leone) – Freetown, Sierra Leone – 100 % des parts[13]
- FBN Bank (Afrique du Sud) – Johannesburg, Afrique du Sud – agence de représentation
- FBN Bank (ÉAU) – Abu Dhabi, Émirats arabes unis – agence de représentation
- FBN Bank (RU) – Londres, Royaume-Uni – 100 % des parts, avec une agence de représentation à Paris

## Controverses
En 2015, le CEO Stephen Olabisi Onasanya, en poste depuis 6 ans, est épinglé pour son implication directe dans le détournement de millions de dollars pour le compte du gouverneur de l'état de Bayelsa, Seriake Dickson.
En mai 2016, Dauda Lawal, directeur des affaires publiques du groupe bancaire, est arrêté par les autorités des crimes financiers du Nigéria pour avoir participé au blanchiment de 55 millions $ pour le compte de Diezani Alison-Madueke.